# Classic Masters (album de Blind Melon)
Pour les articles homonymes, voir Classic Masters.
Albums de Blind Melon
Nico
(1996) Tones Of Home: The Best of Blind Melon
(2005)
Classic Masters est une compilation du groupe de rock américain Blind Melon, sorti en janvier 2002 sur le label Capitol Records.

## Liste des titres
| 1.    | Tones of Home         | Blind Melon | 4:27 |
| 2.    | Galaxie (single edit) | Soup (en)   | 2:41 |
| 3.    | Change                | Blind Melon | 3:42 |
| 4.    | Paper Scratcher       | Blind Melon | 3:27 |
| 5.    | Mouthful of Cavities  | Soup        | 3:23 |
| 6.    | Walk                  | Soup        | 2:47 |
| 7.    | No Rain               | Blind Melon | 3:38 |
| 8.    | Toes Across the Floor | Soup        | 3:06 |
| 9.    | Soup                  | Nico        | 3:11 |
| 10.   | 2 × 4                 | Soup        | 4:01 |
| 11.   | Pull                  | Nico        | 3:28 |
| 12.   | Soul One              | Nico        | 3:15 |
| 41:07 |                       |             |      |